# Serra de Conivella
La Serra de Conivella és una serra amb una elevació màxima al cim del Taga de 2.039,9 metres repartida administrativament entre els municipis d'Ogassa, Pardines i Ribes de Freser, a la comarca catalana del Ripollès. Al cim del Taga hi ha un vèrtex geodèsic (referència 290083001 de l'Institut Cartogràfic de Catalunya).